# Putney Old Burial Ground

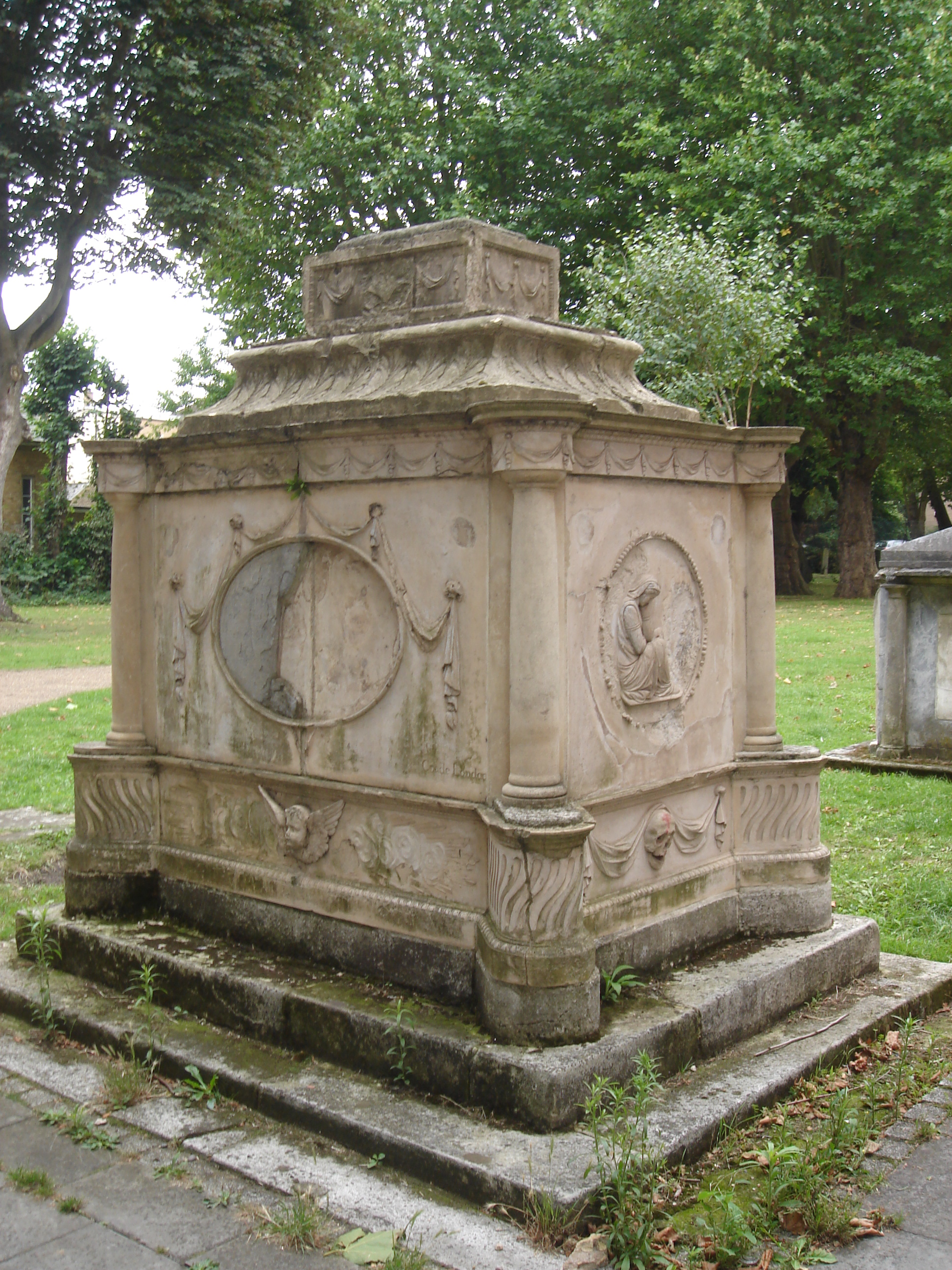
Grab von Robert Wood, Putney, London

Der Putney Old Burial Ground ist ein Friedhof in Putney, London. Er wurde 1763 eröffnet und hat eine Fläche von 0,34 Hektar. Das Land war ein Geschenk von Pfarrer Roger Pettiward. Das Areal liegt an der Upper Richmond Road. Zuvor war der Friedhof der Kirche St. Mary’s voll gewesen. 1854 wurde der Friedhof für Beerdigungen geschlossen. 1886 öffnete der Friedhof als Parkanlage, wobei Gräber und Monumente erhalten blieben. 2008 hat der London Borough of Wandsworth für £ 43.000 Grabmäler aus dem 18. Jahrhundert restauriert.
Auf dem Friedhof ist der Archäologe Robert Wood beerdigt.